# 24441 Jopek
24441 Jopek este un asteroid din centura principală de asteroizi.

## Descriere
24441 Jopek este un asteroid din centura principală de asteroizi. A fost descoperit pe 27 martie 2000 la Stația Anderson Mesa în cadrul programului LONEOS. Asteroidul prezintă o orbită caracterizată de o semiaxă mare de 2,25 ua, o excentricitate de 0,16 și o înclinație de 4,2° în raport cu ecliptica.